# Voivodato de Opole

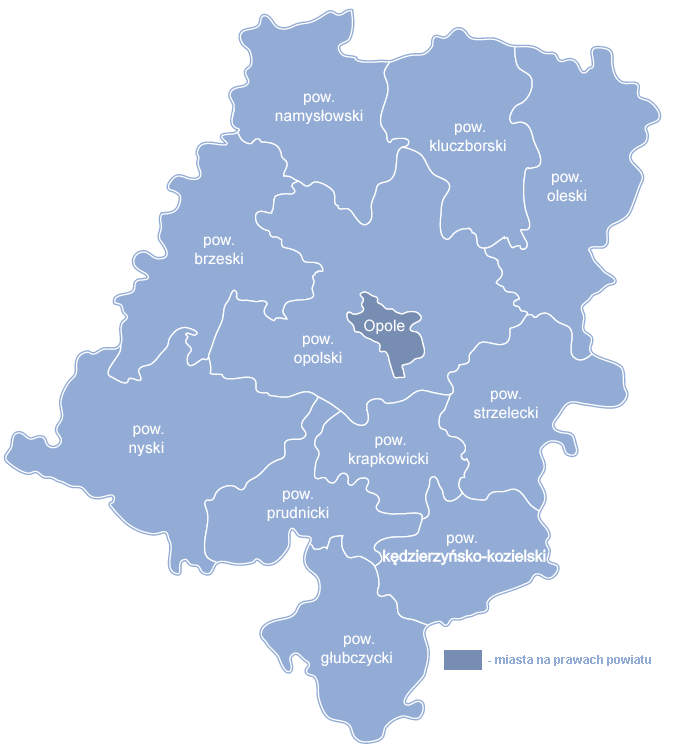
Divisiones administrativas del voivodato.

El voivodato de Opole es una de las 16 provincias (voivodatos) que conforman la República de Polonia, según la división administrativa del año 1998. La provincia cuenta con el mayor índice de minorías, con un 10% de alemanes y otro 10% de silesianos. Por esta razón, 28 gminas del voivodato son comunas bilingües de alemán.

## Principales ciudades
| 1. Opole (128 208) 2. Kędzierzyn-Koźle (60 852) 3. Nysa (43 849) 4. Brzeg (35 890) 5. Kluczbork (23 554) | 1. Prudnik (21 041) 2. Strzelce Opolskie (17 900) 3. Namysłów (16 551) 4. Krapkowice (16 301) 5. Głuchołazy (13 534) |

## Divisiones
Ciudades-distrito
- Opole - 128.012

Distritos
- Distrito de Nysa - 135.524
- Distrito de Opole - 123.813
- Distrito de Kędzierzyn-Koźle - 93.544
- Distrito de Brzeg - 92.360
- Distrito de Strzelce - 80.830
- Distrito de Kluczbork - 70.105
- Distrito de Olesno - 68.270
- Distrito de Krapkowice - 67.930
- Distrito de Prudnik - 59.930
- Distrito de Głubczyce - 50.328
- Distrito de Namysłów - 43.956

- Datos: Q54171
- Multimedia: Opole Voivodeship / Q54171